# ديكاين

ديكاين.

الديكاين هو ألكاين يحتوي على عشر ذرات من الكربون وثمان عشرة ذرة من الهيدروجين. يحتوي الديكاين كما كل الألكاينات على رابطة ثلاثية بين ذرتين من ذرات الكربون. صيغة الديكاين الكيميائية هي: C10H18. و هو أيضاً عبارة عن ديكان منزوع منه أربع ذرات كربون.
- 1-ديكاين
- 2-ديكاين
- 3-ديكاين
- 4-ديكاين
- 5-ديكاين